# Nannostomus rubrocaudatus
Nannostomus rubrocaudatus är en fiskart som beskrevs av Axel Zarske 2009. Nannostomus rubrocaudatus ingår i släktet Nannostomus och familjen Lebiasinidae. Inga underarter finns listade i Catalogue of Life.